# Juliette Drouet
Juliette Drouet (nata Julienne Josephine Gauvain; Fougères, 10 aprile 1806 – Parigi, 11 maggio 1883) è stata un'attrice teatrale francese.
Abbandonò la sua carriera dopo essere divenuta l'amante di Victor Hugo, di cui fu anche segretaria nonché compagna di viaggi. Accompagnò l'amante nel suo viaggio d'esilio all'Isole del Canale e gli dedicò migliaia di lettere nel corso della sua vita.